# Edvin Hansen
Pour les articles homonymes, voir Hansen.
Edvin Hansen, né le 21 janvier 1920 à Køge et mort le 30 mars 1990, est un footballeur international danois. Il évoluait au poste de milieu.

## Biographie

### En club
En 1938, Edvin Hansen commence sa carrière avec le club de sa ville natale le Køge BK,.
Il rejoint l'Angleterre pour évoluer sous les couleurs du Grimsby Town FC en 1947.
Hansen revient jouer à Køge après cette expérience en 1948. Il raccroche les crampons après un titre de Champion du Danemark en 1954.

### En équipe nationale
International danois, il reçoit 18 sélections pour aucun but marqué en équipe du Danemark entre 1948 et 1951,.
Son premier match en sélection a lieu le 15 juin 1948 contre la Finlande (victoire 3-0 à Helsinki) dans le cadre du Championnat nordique.
Il fait partie du groupe danois médaillé de bronze aux Jeux olympiques de 1948 mais ne dispute aucune rencontre durant le tournoi.
Son dernier match en sélection a lieu le 21 octobre 1951 contre la Suède (victoire 3-1 à Copenhague) dans le cadre du Championnat nordique.

## Palmarès
| Køge BK - Championnat du Danemark (1) : - Champion : 1953-54. |  | Danemark - Jeux olympiques : - Bronze : 1948. |